# Änamusjaure (Arjeplogs socken, Lappland)
Änamusjaure är en sjö i Arjeplogs kommun i Lappland och ingår i Piteälvens huvudavrinningsområde. Sjön har en area på 0,147 kvadratkilometer och ligger 578 meter över havet.

## Delavrinningsområde
Änamusjaure ingår i det delavrinningsområde (736098-158619) som SMHI kallar för Mynnar i 736256-158641. Medelhöjden är 629 meter över havet och ytan är 6,32 kvadratkilometer. Det finns inga avrinningsområden uppströms utan avrinningsområdet är högsta punkten. Vattendraget som avvattnar avrinningsområdet har biflödesordning 4, vilket innebär att vattnet flödar genom totalt 4 vattendrag innan det når havet efter 276 kilometer. Avrinningsområdet består mestadels av skog (55 procent) och sankmarker (36 procent). Avrinningsområdet har 0,15 kvadratkilometer vattenytor vilket ger det en sjöprocent på 2,3 procent.